# North Johns, Alabama
North Johns là một thị trấn thuộc quận Jefferson, tiểu bang Alabama, Hoa Kỳ. Dân số năm 2009 là 132 người, mật độ đạt 249 người/km².